# The Stooges
The Stooges — американський рок-гурт, утворений 1967 року у місті Енн Арбор під назвою The Psychedelic Stooges.

## Склад
До складу гурту входили: Іґґі Студж (Iggy Stooge), або Іґґі Поп (Iggy Pop), справжнє ім'я Джеймс Джюел Остерберг (James Jewel Osterberg; 21 квітня 1947, Енн Арбор, Мічиган, США) — вокал; Рон Ештон (Ron Asheton) — гітара, вокал; Скотт Ештон (Scott Asheton) — ударні; та Дейв Алекзендер (Dave Alexander) — бас.

## Історія
Формація The Psychedelic Stooges дуже швидко здобула популярність в андерграундному середовищі Детройта в першу чергу завдяки її фронтмену, чия поведінка на сцені була позбавлена всякої стриманості. 1969 року гурт, скоротивши назву до The Stooges, уклав угоду з фірмою «Elektra» і розпочав запис дебютного альбому. Продюсером цього альбому повинен був бути Джеррі Рагавой, однак остаточний вибір пав на Джона Кейла. Дебют виявився успішним. Голос Іґґі, який нагадував Міка Джеггера, та музика, яку творила решта музикантів, дали в підсумку цікаве звучання.
Перед записом другого альбому «Fun House» до гурту приєднався саксофоніст Стівен МекКей (Steven MacKay). Цей цікавий лонгплей відбивав один з концертів The Stooges і починався простим твором «Down On The Street», а закінчувався анархічним «LA Blues». Однак ця робота не мала успіху, тому «Elektra» розірвала контракт з гуртом.
У липні 1970 року новим учасником The Stooges став гітарист Білл Четем (Bill Cheatham), а наступні два місяці місце Дейва Алекзендра почергово займали Зік Зеттнер (Zeke Zettner) та Джиммі Рекка (Jimmy Recca). Незабаром Четена змінив Джейм Уїлльямсон (James Williamson), який зробив великий внесок у подальший успіх гурту. Старий прихильник творчості Іґґі, Девід Боуї представив The Stooges менеджерам фірми «Mainman». Також йому доручили змікшувати альбом «Raw Power», який виявився найуспішнішим у кар'єрі The Stooges, і до якого ввійшли два великих хіти: «Gimme Danger» та «Search and Destroy». Проте незабаром Іґґі, Уїлльямсона та братів Аштон вигнали з фірми «Mainman» за зберігання та вживання наркотиків.
1973 року до гурту приєднався клавішник Скотт Терстон (Scott Thurston), однак Stooges вже втратили популярність і 9 лютого 1974 року відіграли останній концерт у детройтському «Michigan Palace». Це крикливе та позбавлене смаку дійство, що задокументовано альбомом «Metallic K.O.», завершилося бійкою між гуртом та місцевою бандою мотоциклістів. Через кілька днів Іґґі Поп публічно оголосив, що гурт The Stooges припинив своє існування.
2003 року гурт возз'єднується. 2007 року The Stooges записує новий альбом The Weirdness.

## Дискографія

### Студійні альбоми
- 1969: The Stooges
- 1970: Fun House
- 1973: Raw Power
- 2007: The Weirdness

### Живі альбоми та мікшовані студійні альбоми
- 1976: Metallic K.O.
- 1977: Michigan Rocks (тільки у США)
- 1977: The Best Of Bomp (тільки у США)
- 1980: No Fun — The Stooges Featuring Iggy Pop
- 1981: I'm Sick Of You
- 1987: Rubber Legs (тільки у Франції)
- 1988: Raw Power (французька збірка)
- 1988: Death Trip (тільки у Франції)
- 1988: Metallic 2 х К. О.
- 2005: Telluric Chaos (Skydog)
- Open Up and Bleed! (Bomp! Records)

### Сингли
- 1975: I Got Right